# Ensis ensis
La navalla (Ensis ensis) és una espècie de mol·lusc bivalve de la família Pharidae. E. ensis es troba a les costes del nord-oest d'Europa, des del mar Bàltic i Noruega fins a les costes atlàntiques d'Espanya i Portugal. És força comú a les costes bretones.
Les navalles poden arribar a fer 15 cm i són una mica corbes. Viuen soterrades a poca fondària quedant a la vista només el forat per on treuen el sifó per a nodrir-se del plàncton tot filtrant l'aigua.

## Gastronomia
Ensis ensis és comestible però no gaire freqüent en els mercats de Catalunya. Com les altres navalles s'acostumen a coure a la planxa amb oli i suc de llimona.